# Wilfried Stallknecht
Wilfried Stallknecht (12 août 1928 - 22 décembre 2019) est un architecte, urbaniste et designer d'intérieur allemand. 
Il est principalement connu pour le rôle important qu'il a joué dans la conception des ensembles résidentiels omniprésents, emblématiques et souvent standardisés de l'Allemagne de l'Est — les Plattenbau — ainsi que d'un modèle de maison unifamiliale également omniprésent et standardisé connu sous le nom de EW 58 (de). Il a été affilié à la Bauakademie de la RDA de 1959 à 1973 et a été urbaniste de la ville de Bernau bei Berlin de 1974 à 1984.

## Biographie
Wilfried Stallknecht naît à Geringswalde, en Allemagne, en août 1928. En 1932, son père rachète dans cette ville une usine désaffectée, dans laquelle il commence à produire des horloges et des tables. Il entame à l'usine un apprentissage de menuisier qui est interrompu en 1944 par son enrôlement dans le service auxiliaire de lutte antiaérienne.
Après la guerre, la famille est expropriée de son usine, devenue une entreprise d'État, la fabrique de tables Geringswalde. Cependant, Wilfried Stallknecht y termine son apprentissage. Après un stage obligatoire en 1949 (l'année de la fondation de la RDA) dans une mine d'uranium de la société Wismut, Stallknecht entre à la Fachschule für angewandte Kunst (école d'art appliqué) d'Erfurt où il étudie l'architecture d'intérieur et obtient un diplôme d'ébénisterie, en 1951. L'année suivante il rejoint la Volkseigener Betrieb chargée de la planification urbaine de Berlin. En 1953, Wilfried Stallknecht intègre l'Institut für Entwurf (Institut de conception) où il assiste à la genèse des constructions de logements standardisés en RDA, qui va avoir une influence majeure sur sa carrière. C'est à cette époque qu'il s'intéresse à l'architecture proprement dite et, en 1954, il conçoit une série de maisons privées standardisées. Ces modèles sont toutefois modulables pour donner différents plans. Une commande basée sur ce design.

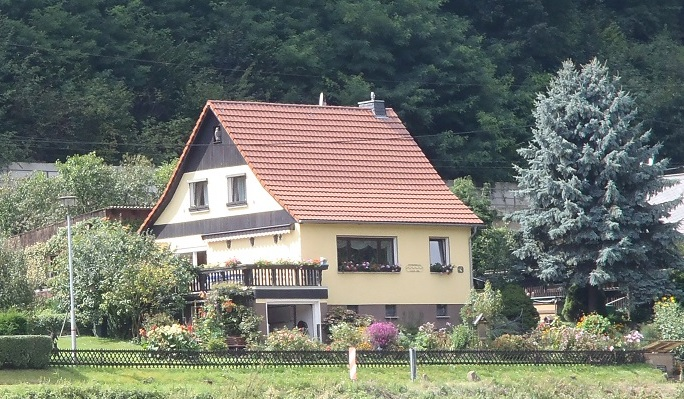
Maison du modèle EW 58 personnalisée par ses propriétaires, qui ont ajouté une terrasse.

La commande d'une série de ces maisons aboutit au modèle EW 58 (de), qui devient ensuite très populaire, avec environ 500 000 maisons construites en RDA à partir de 1958. Ce modèle jouit d'un prix relativement abordable, et d'une construction assez facile pour être possible par les propriétaires eux-mêmes (qui personnalisent souvent leurs maisons). Il s'agit donc d'un des types de maison caractéristiques des campagnes d'Allemagne de l'Est.

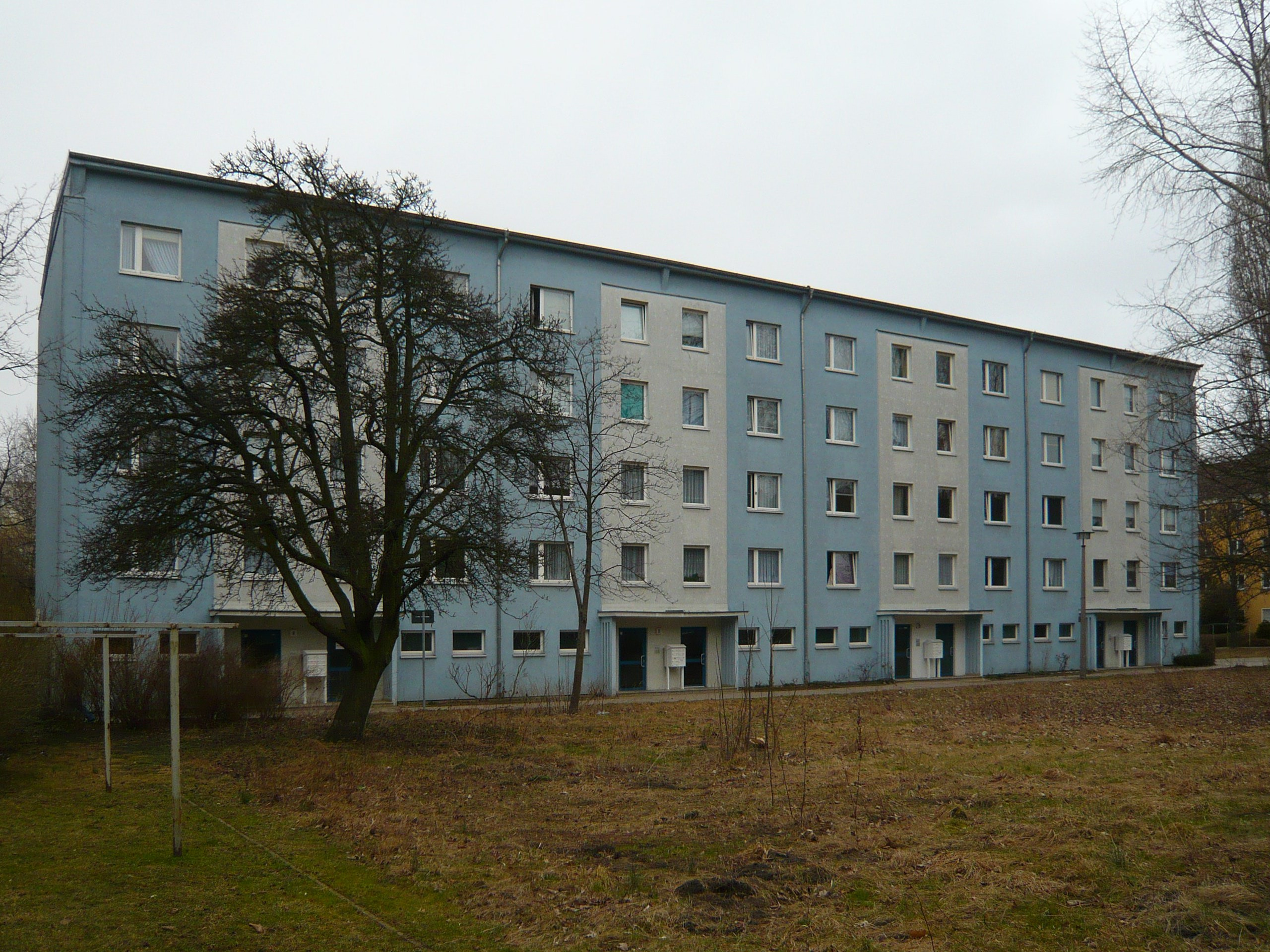
Prototype du Plattenbau modèle P2 construit à Berlin-Fennpfuhl.

En 1959, Stallknecht est chercheur auprès de l'architecte Hermann Henselmann à la Bauakademie, et se concentre sur la construction à très grande échelle pour permettre un accès rapide à de nouveaux logements pour un grand nombre de personnes. Avec les architectes Achim Felz (de) et Herbert Kuschy, il développe le système de plattenbau P2 (en). Ces immeubles d'habitation standardisés sont construits partout en RDA et permettent à des millions de personnes de se loger dans des bâtiments exempts des séquelles de la Seconde Guerre mondiale. La principale innovation intérieure des appartements conçus par Stallknecht est l'ajout d'un passe-plat entre la cuisine et la salle à manger, qui est repris dans la grande majorité des designs d'intérieur est-allemands.

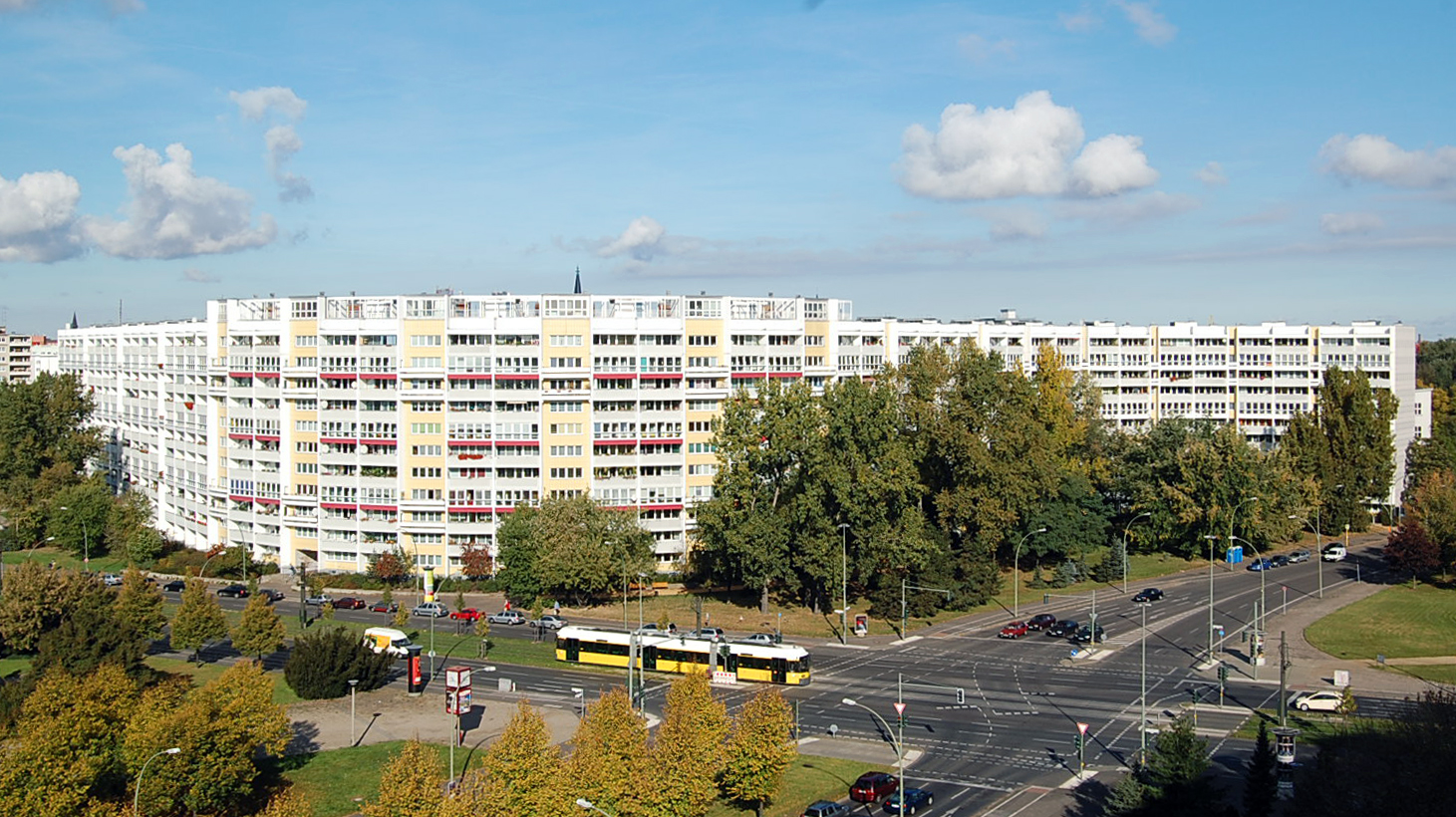
Le serpent de la place Lénine.

C'est Stallknecht qui a l'idée d'ajouter des courbes au type P2, une idée appliquée pour la première fois sur la place Lénine de Berlin (aujourd'hui la Platz der Vereinten Nationen) dans un ensemble de logements communément appelé Wohnschlange (serpent d'habitation). Plus tard, lui et Felz développent un type P3, et l'étude Plattenbau 69. Réalisée à peu près à la même époque, cette dernière devient plus tard la base de la série de bâtiments WBS 70 (en), elle aussi très répandue en RDA.
Après une brève reprise d'étude, Stallknecht devient en 1974 directeur de la planification pour la ville de Bernau bei Berlin, à dix kilomètres au nord de la capitale.
Wilfried Stallknecht reste actif après l'unification allemande de 1990, participant à des congrès, servant de consultant pour la ville de Bernau, et planifiant et construisant une maison solaire passive. Il dépose plus de 20 brevets — jusqu'en 2013 — dont un pour une méthode de construction « par glissement » (Gleit-Kipp-Verfahren) permettant d'assembler des bâtiments résidentiels en position horizontale, puis de les élever à la verticale. En 2013, Stallknecht travaille à l'installation de panneaux solaires sur les balcons et les éléments de façade d'une société de logement social à Dresde. 
Stallknecht a vécu avec sa famille dans le quartier de Fennpfuhl à Berlin, dans un complexe de logements préfabriqués comme ceux qu'il concevait, jusqu'à sa mort en décembre 2019, à l'âge de 91 ans.